# Rocky Burnette
Jonathan Burnette (Memphis, Tennessee, 12 de junio de 1953) conocido profesionalmente como Rocky Burnette es un cantante y músico estadounidense e hijo del cantante de rockabilly y pop Johnny Burnette. Rocky es conocido por su exitoso sencillo de 1980 "Tired of Toein' the Line", que coescribió con Ron Coleman.

## Carrera
Rocky Burnette se convirtió en parte del renacimiento del estilo rockabilly a principios de la década de 1980. Lanzó su primer álbum, The Son of Rock and Roll, en EMI America en 1979. En 1980, su sencillo "Tired of Toein' the Line" se convirtió en un éxito internacional, llegando al número 1 en Australia y Argentina, número 8 en los Estados Unidos y número 3 en Suecia y Nueva Zelanda. En Reino Unido alcanzó el número 58. Los problemas financieros de EMI America interfirieron con los esfuerzos de promoción de los siguientes sencillos.
En 1982 su segundo álbum Rocky Burnette, (editado como Heart Stopper en Estados Unidos) con el sello discográfico The Goods Records, no tuvo tanto éxito.
En 1983, realizó una gira por Europa con la última formación del grupo de su difunto padre The Rock and Roll Trio. También usó a la banda en su siguiente álbum, Get Hot or Go Home! con el sello KYD Records.
A mediados de la década de 1990 trabajó con Rosie Flores y Dwight Twilley, también contribuyó con las voces en la canción "Trouble Is I'm in Love With You" para el álbum de Paul Burlison de 1997 Train Kept A-Rollin'. En 1996, Burnette lanzó Tear It Up con Core Records.
En 1997 coescribió el éxito europeo "You Got Away With Love" para Percy Sledge, que fue producido por Saul Davis y Barry Goldberg.
en 2002, junto a Darrel Higham & The Enforcers, realizó el álbum Hip Shakin Baby: A Tribute To Johnny And Dorsey Burnette, un disco homenaje a su padre Johnny y su tío Dorsey Burnette.
En 2007 saca su quinto álbum, Wampus Cat con el sello El Toro Records y en 2015 vuelve a trabajar con Darrel Higham & The Enforcers para publicar Rockabilly Boogie.
En 2019 saca Rock Solid, un CD doble con todos sus éxitos, el primero un disco de versiones en estudio y el segundo un disco en vivo grabado en Nueva York en 1980.
Respaldado por Barry Goldberg y Mickey Raphael, grabó "Mystery Train" para el álbum recopilatorio Americana Railroad, producido por Carla Olson, lanzado en 2021.
Continúa realizando giras internacionales en varios espectáculos de rockabilly.

## Discografía[4]
- 1979 - The Son Of Rock And Roll (EMI America)
- 1982 - Rocky Burnette (editado como Heart Stopper en Estados Unidos) (The Goods Records)
- 1983 - Get Hot Or Go Home! (KYD Records)
- 1996 - Tear It Up (Core Records)
- 2002 - Hip Shakin' Baby: A Tribute To Johnny & Dorsey Burnette (con Darrel Higham & The Enforcers) (Rockstar)
- 2007 - Wampus Cat (El Toro)
- 2015 - Rockabilly Boogie (con Darrel Higham & The Enforcers) (Foot Tapping Records)

- 2019 - Rock Solid (Sunset Blvd Records)